# Rory Townsend
Pour les articles homonymes, voir Townsend.
Rory Townsend, né le 30 juin 1995 à Kingston upon Thames, est un coureur cycliste irlando-britannique.

## Biographie

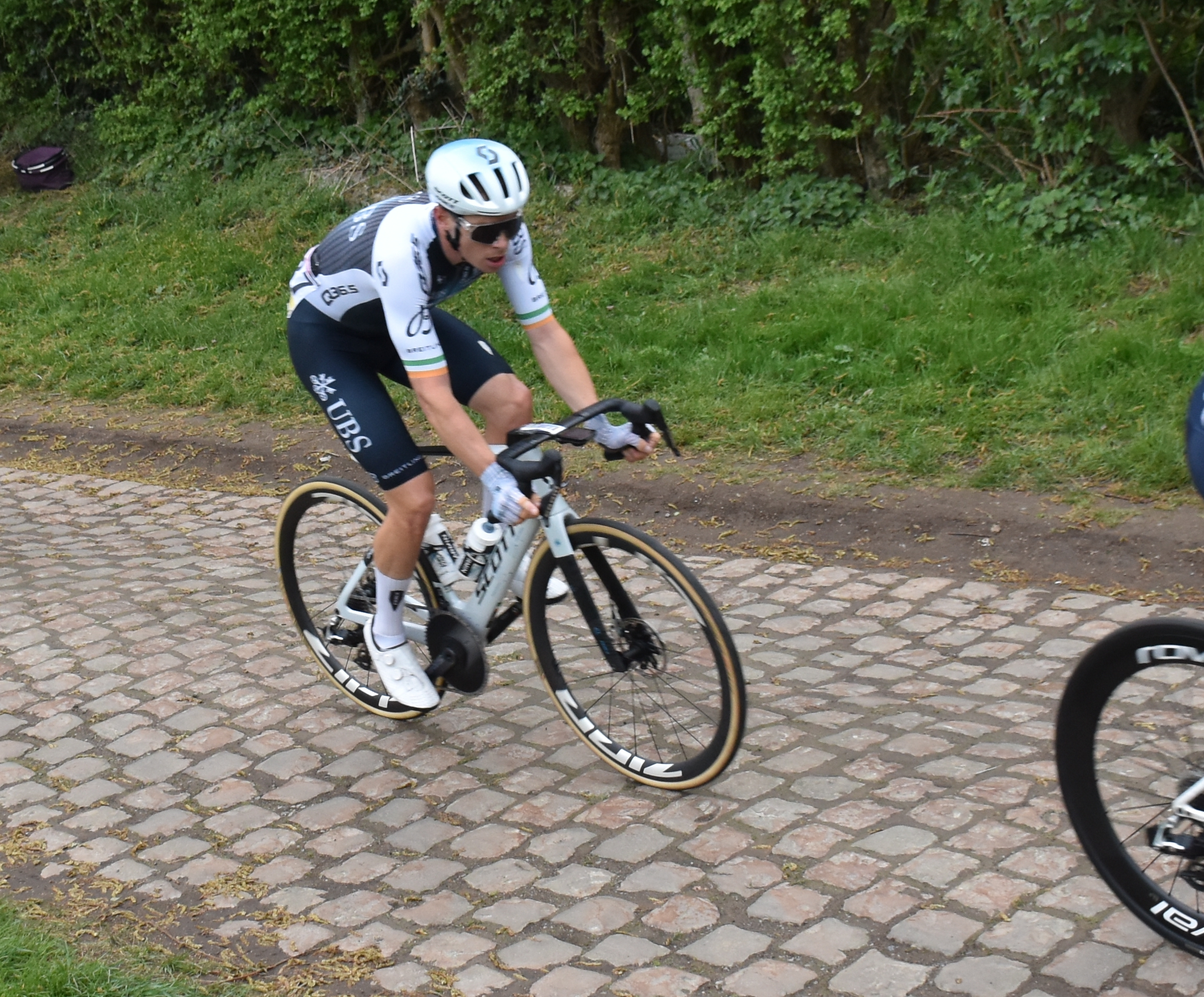
Rori Townsend N237 - Paris-Roubaix 2025

En 2019, il est sélectionné pour représenter l'Irlande aux championnats d'Europe et aux championnats du monde sur route.

## Palmarès
- 2015
  - 3e du Jock Wadley Memorial
- 2016
  - Perfs Pedal Race
  - Jef Schils Memorial
- 2017
  - British Spring Cup Series
  - 2e du Des Hanlon Memorial
  - 2e du Lincoln Grand Prix
  - 2e du Midden-Brabant Poort Omloop
  - 3e de la Perfs Pedal Race
- 2018
  - Staffordshire Cycling Festival
  - Roy Hillman Memorial
- 2019
  - East-Cleveland Klondike Grand Prix
  - 7e épreuve des Tour Series (en)
  - Circuit of the Mendips
  - Beaumont Trophy
  - 2e et 4e étapes du Tour de Fuzhou
  - 2e du Mémorial Philippe Van Coningsloo
  - 3e de la Classic Loire-Atlantique
  - 3e de la Rutland-Melton International Cicle Classic
  - 3e de la Flèche de Heist
- 2021
  - 1re étape du Tour de la Mirabelle
  - Totnes-Vire Twinning Town Two Day
- 2022
  -  Champion d'Irlande sur route
  - 5e étape de la Rás Tailteann
  - Grand Prix Lucien Van Impe
  - Circuit Mandel-Lys-Escaut
- 2023
  - Roue Tourangelle
- 2025
  -  Champion d'Irlande sur route
  - ADAC Cyclassics Hamburg

## Classements mondiaux
| Année                                 | 2017 | 2018  | 2019 | 2020 | 2021 | 2022 | 2023 | 2024 |
| ------------------------------------- | ---- | ----- | ---- | ---- | ---- | ---- | ---- | ---- |
| Classement mondial                    | 859e | 2262e | 332e | 560e | 728e | 471e | 231e | 317e |
| UCI Europe Tour                       | 543e | 1630e | 270e | 457e | 573e | 376e | nc   | nc   |
| UCI Asia Tour                         | nc   | 635e  |      |      |      |      |      |      |
|                                       |      |       |      |      |      |      |      |      |
| Légende : nc = non classéSource : UCI |      |       |      |      |      |      |      |      |